# Anegada

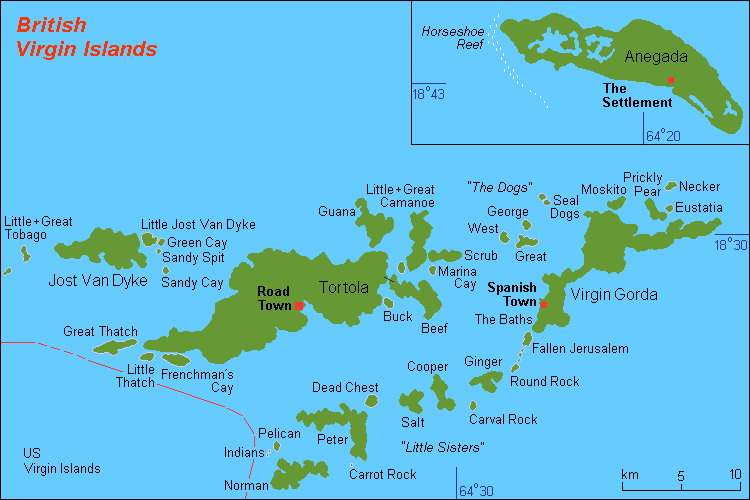
Brittiska Jungfruöarna

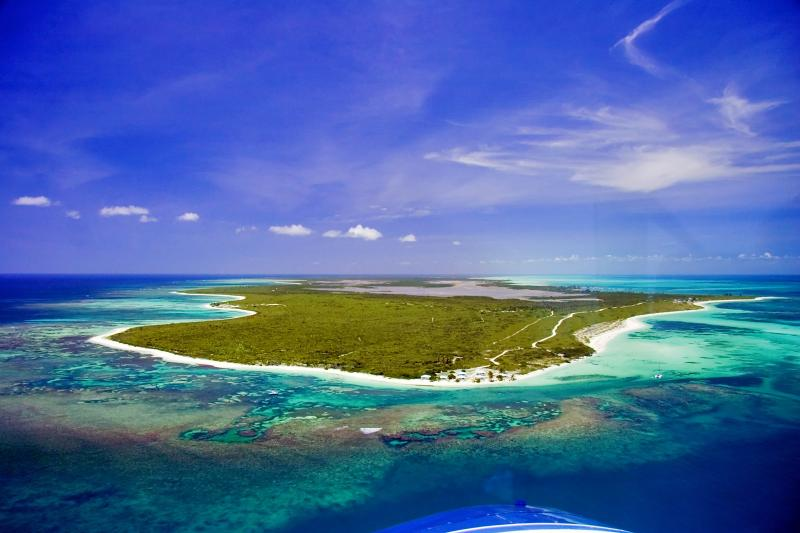
Anegada

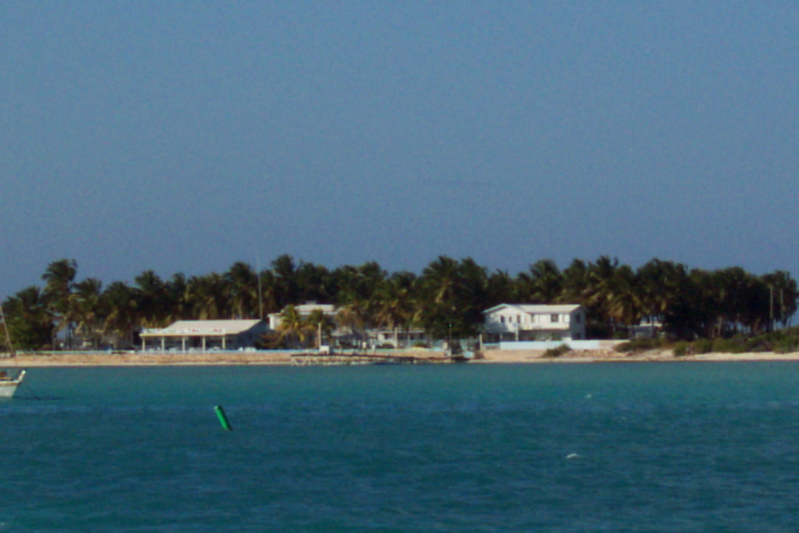
strand på södra Anegada

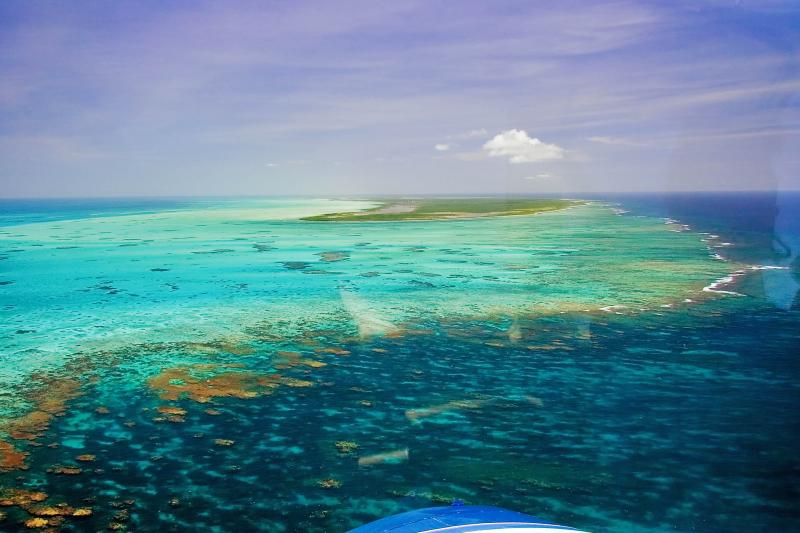
Horse Shoe Reef

Anegada (engelska Anegada) är en ö i ögruppen Brittiska Jungfruöarna i Västindien som tillhör Storbritannien.

## Geografi
Anegada ligger i Karibiska havet ca 30 km nordöst om huvudön Tortola och ca 20 km norr om Virgin Gorda.
Ön är en korallö och har en areal om ca 38 km². Den är den näst största bland de stora öarna i ögruppen och den enda bebodda som består av kalksten och koraller. Den högsta höjden är på endast ca 9 m ö.h.
Befolkningen uppgår till ca 250 invånare där de flesta bor i huvudorten The Settlement på öns södra del.
På öns nordvästra del finns stora områden med saltsjöar och träskområden, även på den södra delen finns saltsjöar. Utanför ön ligger Karibiska havets största korallrev.
Öns lilla flygplats Auguste George Airport (flygplatskod "NGD") har kapacitet för lokalt flyg och ligger ca 1,6 km nordväst om The Settlement, ön har även regelbundna färjeförbindelser från Tortola.

## Historia
Anegada upptäcktes 1493 av Christofer Columbus under sin andra resa till Nya världen.
Namnet härstammar från det spanska ordet för dränkt land och syftar på öns låga höjd.
1672 införlivades ön i den brittiska kolonin Antigua.
Under 1700-talet var ön ett gömställe för en rad pirater som Edward Thatch (Svartskägg), Kapten Kirke och kapten Bone.
1773 blev ön tillsammans med övriga öar i området till det egna området Brittiska Jungfruöarna.
Idag är turism öarnas största inkomstkälla.

## Turism
Den främsta näringen på ön är turism och det kan vara lika många turister som det finns lokalinvånare. Annars är fiske en näring som sysselsätter många på ön. Det är fiskare från Anegada som fångar största delen av den fisk och hummer som resten av de Brittiska Jungfruöarna konsumerar.
Turisterna kommer till Anegada för att slappna av och simma och sola på de nästan öde stränderna. Fiskare dras också till Anegada på grund av rikedomen av fisk i vattnen runt ön.

## Horseshoe Reef
Horseshoe Reef ("Hästskorevet") är det största korallrevet i Karibien och det tredje största i världen. Revet gör det mycket svårt att navigera runt Anegada. De Brittiska Jungfruöarnas regering har för att skydda revet förbjudit att man ankrar vid det, revet har sänkt hundratals båtar och skeppsvraken är nu populära mål för dykare.

## Djurliv
Anegada är också känt för sitt djurliv. På öns västra udde finns saltvattensdammar som tidigare hyste tusentals flamingos. Men på grund av jakt under 18- och 1900-talen försvann de fåglarna. 1950 började man återföra flamingos till saltvattensdammarna. Det finns möjlighet att se fåglarna, men man håller antalet besökare nere för att fåglarna inte ska störas för mycket.
Det finns också ett antal arter av sköldpadda, karibisk hummer och Anegadas stenleguan (Cyclura pinguis). Ön hyser också ett antal förvildade kor och getter.